# Viktória Barànova
Viktória Alekséievna Barànova (en rus Виктория Алексеевна Барaнова), actualment coneguda com a Viktória Tiúmneva (en rus Виктория Тюмнева) (Moscou, 6 de febrer de 1990) és una ciclista russa especialista en el ciclisme en pista.
Després de tenir certs èxits en categoria júnior i sub-23, la seva carrera va quedar interrompuda per un positiu en testosterona que li van impedir anar als Jocs Olímpics de Londres de 2012. Va ser suspesa durant dos anys.

## Palmarès
- 2007
  -  Campiona del món júnior en Keirin
- 2008
  -  Campiona d'Europa júnior en Velocitat
- 2011
  -  Campiona d'Europa sub-23 en Velocitat
  -  Campiona d'Europa sub-23 en Keirin
  -  Campiona de Rússia en Keirin
- 2012
  -  Campiona d'Europa sub-23 en Velocitat
  -  Campiona d'Europa sub-23 en Keirin
  -  Campiona d'Europa sub-23 en Velocitat per equips (amb Anastassia Vóinova)